# 生命の海科学館

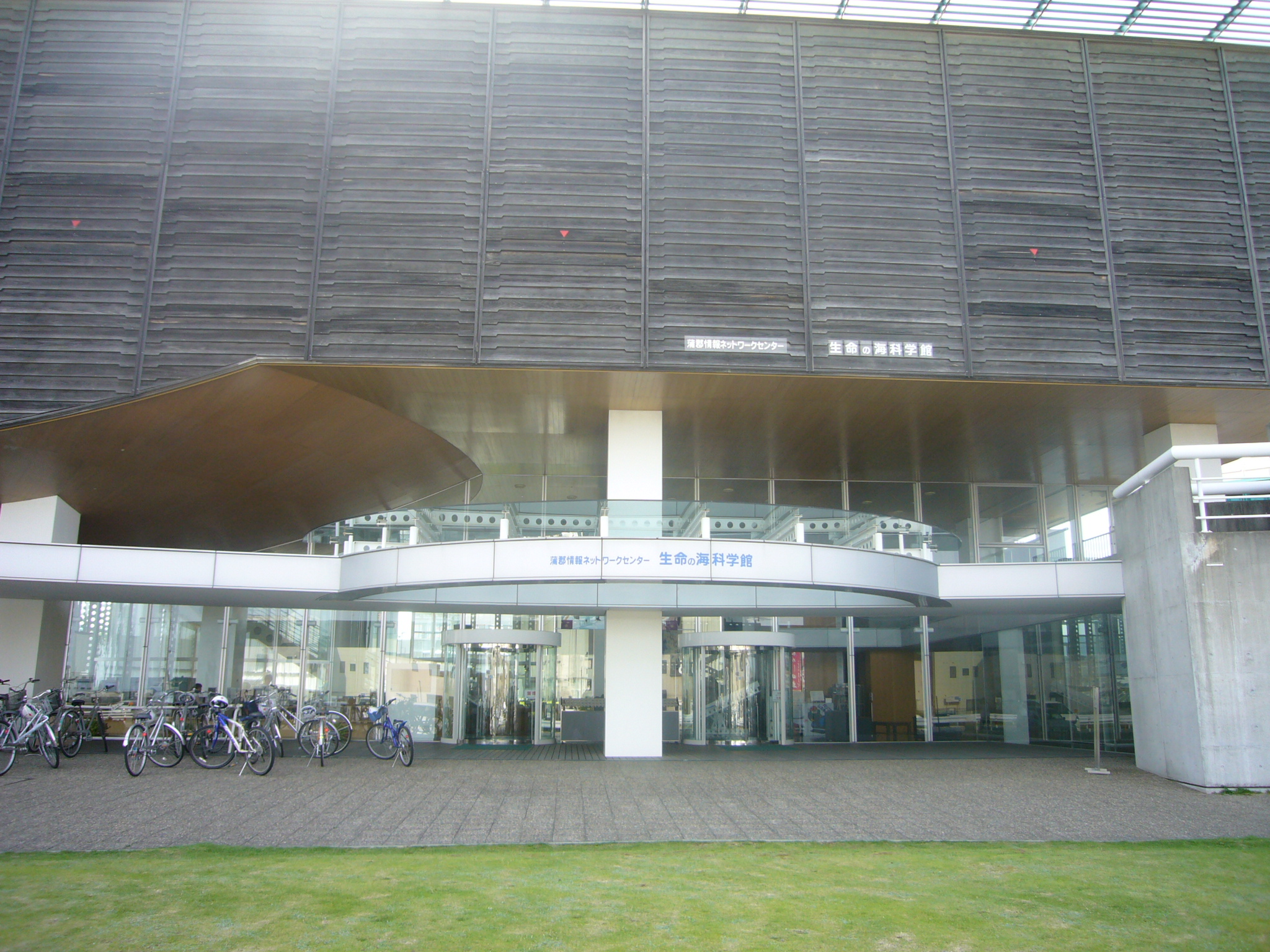
エントランス

生命の海科学館（いのちのうみかがくかん）は、愛知県蒲郡市にある科学館。郵政省の自治体ネットワーク施設整備事業の補助を受けて建設された、「蒲郡情報ネットワークセンター」の一部として建設され、「海のまち蒲郡」にふさわしく、主に海にまつわる歴史について展示している。

## 概要

### 概説
生命の海科学館は、隕石や化石などの展示を通して、地球と生命の歴史を紹介するミュージアムである。
- 構造：鉄筋コンクリート造、一部鉄骨造。地上3階建て。
- 施設：生命の海科学館。
- 駐車場：自家用車約30台、バス約5台。

### 利用案内
- 入館料
  - 大人：500円（団体300円）、中学生以下：300円（団体100円） - 団体料金は30名以上に適用。
  - 事前予約の団体のお客様には、もれなく生命の海科学館 オリジナルポストカードをプレゼント。
  - 蒲郡市民利用証の提示で入館無料。初回作成時100円が必要。
- 開館時間：午前9時から午後5時。
- 休館日：毎月（8月を除く）火曜日（休日の場合は その翌日）、年末年始（12月29日から1月3日）。

## 常設展示
1. 原始地球の時代
地球の誕生と海の出現 - 46億年前、地球が誕生して海ができるまで。
2. 海の誕生・生命・酸素の発生
生命の誕生・進化・そしてたくさんの細胞からなる生物の出現。
3. 生命の大爆発 カンブリア爆発
5億4千万年前に起きた生物の爆発的な進化。
4. 魚たちの進化
人間のような背骨をもった動物の祖先である「魚」の誕生。
5. 海の爬虫類、イクチオサウルス
恐竜の時代と同じ頃、海を支配していた爬虫類の進化。

## 沿革
- 1999年（平成11年）7月20日 - 蒲郡情報ネットワークセンター・生命の海科学館　開館。
- 2003年（平成15年）9月28日 - 映画「ファンタスティポ」のロケーション撮影開始。（10月5日まで）
- 2016年（平成28年）11月5日 - 生命の海科学館開館当初から展示しているクジラが新種の「インカクジラ」であったことが判明した。

## その他
堂本剛（KinKi Kids）・国分太一（TOKIO）主演の映画「ファンタスティポ」のロケーション撮影が2003年（平成15年）9月28日から10月5日にかけて蒲郡市内及び蒲郡情報ネットワークセンター・生命の海科学館で行われた。撮影期間中は混乱防止のため蒲郡情報ネットワークセンター・生命の海科学館の一部利用制限や市民利用証の新規発行の一時中止が行われた。

## 交通アクセス
- JR東海道本線・名鉄蒲郡線の蒲郡駅南口から徒歩で約3分。東側に愛知県道370号蒲郡港線が通る。